# Saint-Antonin (Alpes-Maritimes)
Pour les articles homonymes, voir Saint-Antonin.
Saint-Antonin est une commune française située dans le département des Alpes-Maritimes, en région Provence-Alpes-Côte d'Azur.
Ses habitants sont appelés les Santantoninois.

## Géographie
Saint-Antonin est à 6,2 km de Ascros, 9,5 de La Penne et 10,3 de Sallagriffon.

### Géologie et relief
La commune se compose de 114,27 hectares de territoires agricoles (17,91 %) et 523,78 hectares de forêts et milieux semi-naturels (82,10 %).
Les Espaces Naturels d'Alpes d'Azur :
- Réserve naturelle régionale des gorges de Daluis[4].
- Les zones Natura 2000 avec 3 sites[5] :

des "Entraunes",
"Castellet-les-Sausses - Gorges de Daluis",
et "Massif du Lauvet-d'Ilonse et des Quatre Cantons – Dôme du Barrot – Gorges du Cians".
- La Réserve Internationale de Ciel Étoilé Alpes Azur Mercantour (RICE)[6].
- Les parcs naturels[7] :

Le Parc national du Mercantour,
Le Parc naturel régional des Préalpes d'Azur,
Rivières Sauvages.

### Climat
Pour des articles plus généraux, voir Climat de Provence-Alpes-Côte d'Azur et Climat des Alpes-Maritimes.
En 2010, le climat de la commune est de type climat méditerranéen altéré, selon une étude du Centre national de la recherche scientifique s'appuyant sur une série de données couvrant la période 1971-2000. En 2020, Météo-France publie une typologie des climats de la France métropolitaine dans laquelle la commune est dans une zone de transition entre le climat de montagne et le climat méditerranéen et est dans la région climatique Var, Alpes-Maritimes, caractérisée par une pluviométrie abondante en automne et en hiver (250 à 300 mm en automne), un très bon ensoleillement en été (fraction d’insolation > 75 %), un hiver doux (8 °C) et peu de brouillards.
Pour la période 1971-2000, la température annuelle moyenne est de 11,2 °C, avec une amplitude thermique annuelle de 15,7 °C. Le cumul annuel moyen de précipitations est de 1 051 mm, avec 5,3 jours de précipitations en janvier et 4,1 jours en juillet. Pour la période 1991-2020, la température moyenne annuelle observée sur la station météorologique de Météo-France la plus proche, « Ascros », sur la commune d'Ascros à 3 km à vol d'oiseau, est de 10,8 °C et le cumul annuel moyen de précipitations est de 930,1 mm. 
La température maximale relevée sur cette station est de 34,4 °C, atteinte le 18 juillet 2023 ; la température minimale est de −10,7 °C, atteinte le 28 février 2018,,.
Les paramètres climatiques de la commune ont été estimés pour le milieu du siècle (2041-2070) selon différents scénarios d'émission de gaz à effet de serre à partir des nouvelles projections climatiques de référence DRIAS-2020. Ils sont consultables sur un site dédié publié par Météo-France en novembre 2022.

## Urbanisme

### Typologie
Au 1er janvier 2024, Saint-Antonin est catégorisée commune rurale à habitat très dispersé, selon la nouvelle grille communale de densité à 7 niveaux définie par l'Insee en 2022.
Elle est située hors unité urbaine. Par ailleurs la commune fait partie de l'aire d'attraction de Nice, dont elle est une commune de la couronne,. Cette aire, qui regroupe 100 communes, est catégorisée dans les aires de 200 000 à moins de 700 000 habitants,.

### Occupation des sols
L'occupation des sols de la commune, telle qu'elle ressort de la base de données européenne d’occupation biophysique des sols Corine Land Cover (CLC), est marquée par l'importance des forêts et milieux semi-naturels (82,2 % en 2018), une proportion sensiblement équivalente à celle de 1990 (82,9 %). La répartition détaillée en 2018 est la suivante : 
forêts (82,2 %), prairies (15 %), zones agricoles hétérogènes (2,8 %).
L'évolution de l’occupation des sols de la commune et de ses infrastructures peut être observée sur les différentes représentations cartographiques du territoire : la carte de Cassini (XVIIIe siècle), la carte d'état-major (1820-1866) et les cartes ou photos aériennes de l'IGN pour la période actuelle (1950 à aujourd'hui).

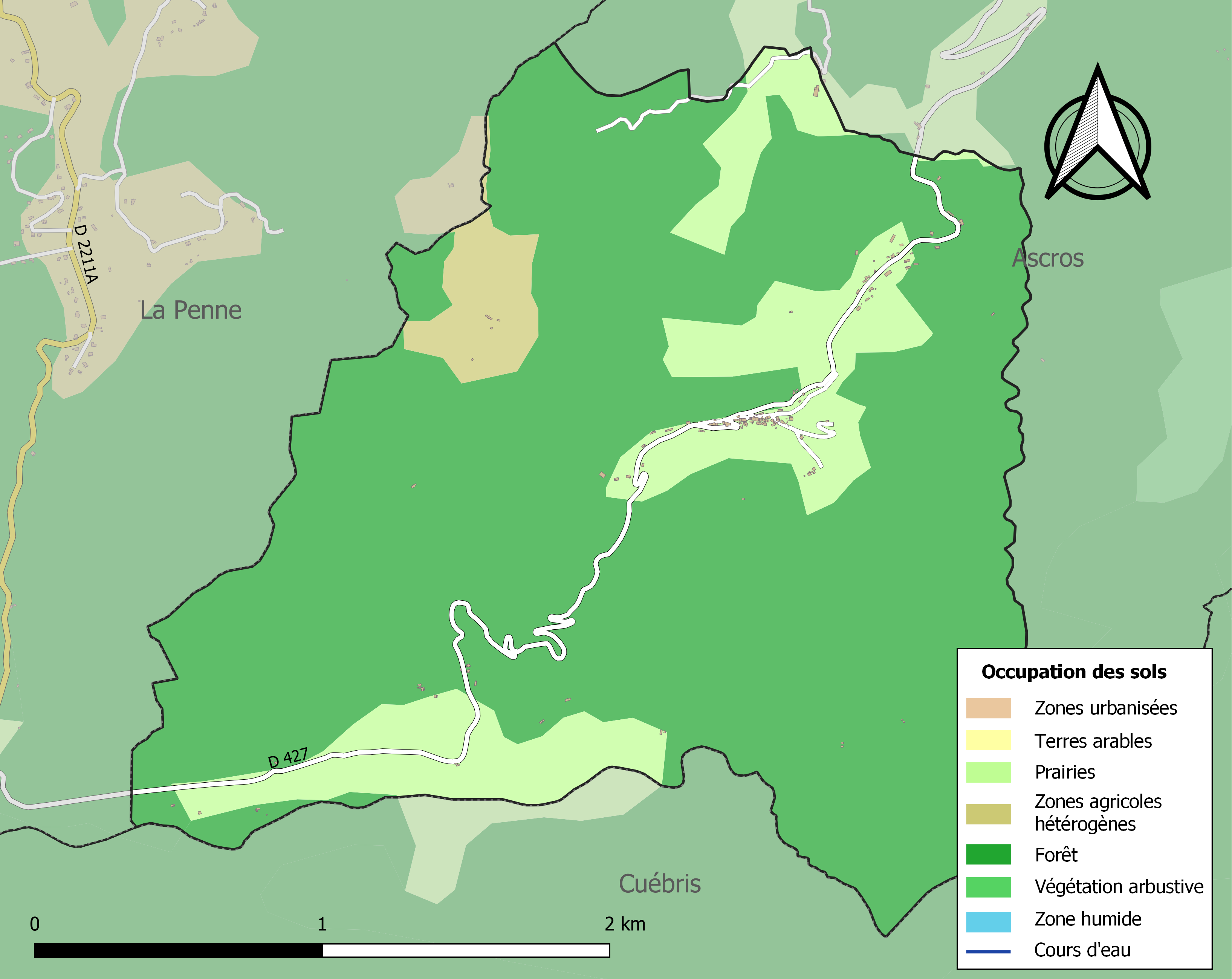
Carte de l'occupation des sols de la commune en 2018 (CLC).

## Histoire
Le site de Saint-Antonin fut très tôt occupé par de nombreux envahisseurs méditerranéens (Ligures, Celtes, Romains, Sarrasins...)
Une église Saint-Antonin est mentionnée en 1091.
Un habitat fortifié du même nom est cité durant la première moitié du XIIIe siècle. Un château a donc probablement été dressé non loin de l'église et ce sans doute après 1091. Il devait se trouver sur le sommet qui domine l'agglomération et qui est aujourd'hui occupé par le cimetière.
Un village l'a rejoint, mais il décline à la fin du Moyen Age et Saint-Antonin est déclaré inhabité en 1438.
Il se ressaisit cependant assez vite et on y décompte de nouveau des habitants en 1540.
Au XIIIe siècle Sanct Antolin était déjà citée sur la liste des bourgs établis par Charles II, roi de Naples, neveu de Saint-Louis.
Saint-Antonin est un village de culture provençale puisqu'il est resté attaché à la Provence (partie dénommée Provence Orientale) lors de la dédition du comté de Nice à la Savoie en 1388

### Les Templiers
Saint-Antonin serait une ancienne possession des Templiers : une église des Templiers est indiquée par G. Casalis vers 1830-1840 ainsi que dans Le jeune Niçois instruit de sa patrie-notice historique sur le comté de Nice-1850 qui attribuent la création d'une église dédiée à saint Antonin aux Templiers, San Antonino. L'église paroissiale dédiée à S. Antonino, dont on célèbre la fête le 2 septembre, se trouve sur une colline à 400 mètres de l’habitat, ce qui revient probablement à situer cette église sur le lieu du cimetière actuel.

### Traité de Turin (1760)
C'est seulement au XVIIIe siècle que la commune est rattachée au royaume de Sardaigne (dont dépend le comté de Nice) par le traité de Turin (24 mars 1760) et devient San Antonino.
Guillaumes, Daluis, Auvare, Saint-Léger, La Croix, Puget-Rostang, Cuebris dont fait partie le village abandonné de Saumelongue, La Penne, Saint-Pierre deviennent également sardes.

### Annexion française (1793-1814)
À l'époque de la Révolution française, le village devient français en 1792 lors de l'entrée dans Nice de l'armée du Midi (29 septembre 1792).

### Restauration sarde (avril 1814)[25]
Saint-Antonin, et plus largement le comté de Nice, revient à nouveau, le 23 avril 1814, sous le contrôle du roi de Sardaigne.
À San Antonino vers 1840, les mesures de France étaient conservées comme dans tous les villages devenus sardes après 1760. Les monnaies du roi de Sardaigne et celles de France avaient cours.

### Rattachement à la France (24 mars 1860 )
La commune de Saint-Antonin est rattachée à la France à la suite du vote du référendum des 15 et 16 avril 1860. Les habitants du village ont voté à 100 % pour devenir français (27 votants / 27 oui pour le rattachement à la France).
Saint-Antonin aura appartenu au Comté de Nice durant seulement 78 ans, contrairement par exemple au village voisin d'Ascros, qui lui aura été niçois durant 450 années.

## Héraldique
| Blason de Saint-Antonin (Alpes-Maritimes) | Blason  | De gueules au lion d'or, tenant de sa patte dextre une balance de même,.                                                                        |
| Blason de Saint-Antonin (Alpes-Maritimes) | Détails | Ces armoiries qui proviennent de la famille Flotte, seigneurs de Cuébris datent du 14e siècle. Le statut officiel du blason reste à déterminer. |

## Politique et administration
| Période                                  | Période  | Identité           | Étiquette | Qualité     |
| ---------------------------------------- | -------- | ------------------ | --------- | ----------- |
| Les données manquantes sont à compléter. |          |                    |           |             |
| 1887                                     | 1919     | Joseph Dalmas      |           |             |
| 1919                                     | 1925     | Jean Niel          |           |             |
| 1925                                     | 1932     | Joseph Raybaud     |           | agriculteur |
| 1932                                     | 1945     | François Chier     |           |             |
| 1945                                     | 1965     | Jean Augier        |           |             |
| 1965                                     | 1983     | Roger Mouremble    |           | instituteur |
| 1983                                     | 1987     | Georges Meyffret   | PCF       | agriculteur |
| 1987                                     | 2020     | Christian Meyffret | PCF       | Commerçant  |
| 2020                                     | En cours | Céline Pignon      | PCF       | Technicien  |

Depuis le 1er janvier 2014, Saint-Antonin fait partie de la communauté de communes des Alpes d'Azur. Elle était auparavant membre de la communauté de communes des vallées d'Azur, jusqu'à la disparition de celle-ci lors de la mise en place du nouveau schéma départemental de coopération intercommunale.

### Budget et fiscalité 2023
En 2023, le budget de la commune était constitué ainsi :
- total des produits de fonctionnement : 142 000 €, soit 1 591 € par habitant ;
- total des charges de fonctionnement : 95 000 €, soit 1 066 € par habitant ;
- total des ressources d'investissement : 47 000 €, soit 526 € par habitant ;
- total des emplois d'investissement : 15 000 €, soit 164 € par habitant ;
- endettement : 2 000 €, soit 20 € par habitant.

Avec les taux de fiscalité suivants :
- taxe d'habitation : 13,05 % ;
- taxe foncière sur les propriétés bâties : 16,12 % ;
- taxe foncière sur les propriétés non bâties : 21,49 % ;
- taxe additionnelle à la taxe foncière sur les propriétés non bâties : 0,00 % ;
- cotisation foncière des entreprises : 0,00 %.

Chiffres clés Revenus et pauvreté des ménages en 2021 : médiane en 2021 du revenu disponible, par unité de consommation.

## Population et société

### Démographie

#### Évolution démographique
L'évolution du nombre d'habitants est connue à travers les recensements de la population effectués dans la commune depuis 1793. Pour les communes de moins de 10 000 habitants, une enquête de recensement portant sur toute la population est réalisée tous les cinq ans, les populations de référence des années intermédiaires étant quant à elles estimées par interpolation ou extrapolation. Pour la commune, le premier recensement exhaustif entrant dans le cadre du nouveau dispositif a été réalisé en 2006.

En 2022, la commune comptait 84 habitants, en évolution de −11,58 % par rapport à 2016 (Alpes-Maritimes : +2,85 %, France hors Mayotte : +2,11 %).
| 1793 | 1800 | 1806 | 1822 | 1838 | 1848 | 1858 | 1861 | 1872 |
| ---- | ---- | ---- | ---- | ---- | ---- | ---- | ---- | ---- |
| 103  | 114  | 122  | 111  | 118  | 133  | 102  | 116  | 118  |

| 1876 | 1881 | 1886 | 1891 | 1896 | 1901 | 1906 | 1911 | 1921 |
| ---- | ---- | ---- | ---- | ---- | ---- | ---- | ---- | ---- |
| 90   | 98   | 117  | 119  | 112  | 116  | 100  | 114  | 90   |

| 1926 | 1931 | 1936 | 1946 | 1954 | 1962 | 1968 | 1975 | 1982 |
| ---- | ---- | ---- | ---- | ---- | ---- | ---- | ---- | ---- |
| 87   | 87   | 72   | 64   | 44   | 36   | 44   | 43   | 54   |

| 1990 | 1999 | 2006 | 2011 | 2016 | 2021 | 2022 | - | - |
| ---- | ---- | ---- | ---- | ---- | ---- | ---- | - | - |
| 55   | 78   | 104  | 113  | 95   | 85   | 84   | - | - |

### Enseignement
Établissements d'enseignements :
- Écoles maternelles et primaires à Saint-Pierre, Roquestéron, Touët-sur-Var, Puget-Théniers, La Penne, Ascros.
- Collèges à Puget-Théniers, Saint-Martin-du-Var.
- Lycées à Vence, Valdeblore.

### Santé
Professionnels et établissements de santé :
- Médecins à Roquestéron, Villars-sur-Var.
- Pharmacies à Roquestéron, Entrevaux, Gilette, Levens.
- Hôpital à Puget-Théniers.
- Centre hospitalier universitaire de Nice.

### Cultes
- Culte catholique, Paroisse Notre-Dame-du-Var[37], Diocèse de Nice.

## Économie

### Entreprises et commerces

#### Agriculture
- Élevage de chevaux et d'autres équidés.
- Élevage d'ovins et de caprins.
- Culture de légumes, de melons, de racines et de tubercules.

#### Tourisme
- Hébergements et restauration à Puget-Rostang, Bouyon, Coursegoule, La Tour, Gilette.
- Chambres d'hôtes à Saint-Antonin, La Penne, Cuébris, Sigale, Saint-Pierre.

#### Commerces
- Commerces et services de proximité à Entrevaux, Puget-Théniers, Vence, La Roquette-sur-Var[38].

## Lieux et monuments
- Église Saint-Antonin du XVIIe siècle[39].

Croix processionnelle XVIIIe et XIXe siècles, église Saint-Antoine-et-de-l'Assomption.
- Oratoire Saint-Antonin.
- Maison forte XVIIIe et XXe siècles, maison natale de Charles de Rochefort.
- Monument aux morts[40],[41].

## Personnalités liées à la commune
- Famille Flotte, seigneurs de Cuébris[42].